# بورگهد
بورگهد (به انگلیسی: Burghead) یک شهرک در اسکاتلند است که در Moray واقع شده‌است. بورگهد ۱٬۶۴۰ نفر جمعیت دارد.